# La noche de los mayas (suite)
La noche de los mayas es una composición musical de Silvestre Revueltas con dos arreglos destacados, una suite y una sinfonía.
El rodaje del filme La noche de los mayas, de Chano Urueta, se inició el 17 de febrero de 1939, protagonizada por Arturo de Córdova e Isabela Corona. La película no tiene valor fílmico. Terminó con una gran aportación de Gabriel Figueroa en la fotografía en las ruinas de los mayas y la extraordinaria música de Revueltas, la cual se convirtió en una de las obras orquestales más interpretadas del compositor. De acuerdo a Contreras Soto la partitura de Revueltas es altamente emotiva, dramática y brillante. La Noche de los Mayas se estrenó el 7 de septiembre de 1939 en el Cine Alameda de la Ciudad de México.
Tras la muerte de Revueltas, el compositor y violinista alemán Paul Hindemith, en un viaje a México para dirigir la Orquesta Sinfónica Nacional como director huésped, conoció a Rosaura Revueltas, hermana de Silvestre. Fascinado por la música de La noche de los mayas, hizo el primer arreglo musical, al organizar una selección del material original en una suite en dos movimientos.
La versión actual y más conocida de La noche de los mayas es la recopilación realizada por José Ives Limantour, realizada 20 años después de la muerte del compositor. Limantour la adaptó en forma de sinfonía alemana, enriqueciéndola en gran medida con partes que no están en la partitura de la música para el filme. Esta versión es una de las sinfonías de autor mexicano más interpretada. Las percusiones incluyen instrumentos prehispánicos. La sinfonía arreglada por Limantour consta de los siguientes movimientos:
1. Noche de los mayas, molto sostenuto
2. Noche de jaranas, scherzo
3. Noche de Yucatán, andante espressivo
4. Noche de encantamiento, tema y variaciones